# Geophis latifrontalis
Geophis latifrontalis (земляна змія Потосі) — вид змій родини полозових (Colubridae). Ендемік Мексики.

## Поширення і екологія
Земляні змії Потосі відомі з типової місцевості, розташованої в горах Сьєрра-де-Альварес (частина Східної Сьєрра-Мадре) в штаті Сан-Луїс-Потосі. Вони живуть у вологих гірських тропічних лісах. Відкладають яйця.